# Arvicanthis abyssinicus
Arvicanthis abyssinicus là một loài động vật có vú trong họ Chuột, bộ Gặm nhấm. Loài này được Rüppell mô tả năm 1842.